# Cedillo de la Torre
Cedillo de la Torre település Spanyolországban, Segovia tartományban. Cedillo de la Torre Pradales, Moral de Hornuez, Cilleruelo de San Mamés, Bercimuel, Pajarejos és Fresno de la Fuente községekkel határos. Lakosainak száma 81 fő (2024).

## Népesség
A település népessége az elmúlt években az alábbi módon változott:
| Lakosok száma | 119  | 108  | 109  | 120  | 122  | 116  | 97   | 89   | 89   | 81   |
|               | 2001 | 2004 | 2007 | 2009 | 2012 | 2014 | 2017 | 2019 | 2022 | 2024 |